# 1482 Sebastiana
1482 Sebastiana è un asteroide della fascia principale. Scoperto nel 1938, presenta un'orbita caratterizzata da un semiasse maggiore pari a 2,8719524 au e da un'eccentricità di 0,0357034, inclinata di 2,97229° rispetto all'eclittica.
L'asteroide è dedicato al matematico tedesco Sebastian Finsterwalder.